# Сантана (футбольний клуб, Сан-Томе і Принсіпі)
Сантана Футебул Клубе або просто Сантана (порт. Santana Futebol Clube) — професіональний футбольний клуб із міста Сантана на острові Сан-Томе, в Сан-Томе і Принсіпі.

## Історія
Команда базується на острові Сан-Томе. Команда виграла один національний чемпіонат (у 1997 році) і стала сьомим клубом, який виграв свій перший та єдиний титул, а також того ж року вони виграли чемпіонат острову та відкритий чемпіонат острову.
Сантана був першим клубом із острову Сан-Томе, який брав участь у декількох африканських змаганнях під егідою КАФ спочатку в 1999 році, потім у 2001 та 2013 роках.

## Досягнення
- Чемпіонат Сан-Томе і Принсіпі: 1 перемога

1991
- Чемпіонат острова Сан-Томе: 1 перемога

1991
- Кубок Сан-Томе і Принсіпі: 1 перемога

1991

## Статистика виступів у лігах та кубках

### Виступи в турнірах під егідою КАФ
- Ліга чемпіонів КАФ: 1 виступ

1999 – знявся зі змагань в Попередньому раунді, мали зустрітися з «Ела Нгуема» з Екваторіальної Гвінеї

### Чемпіонат острова
| Сезон | Див. | Міс. | Іг. | В | Н | П  | ЗМ | ПМ | РМ  | О | Кубок | Кваліфікація/вибування                     |
| ----- | ---- | ---- | --- | - | - | -- | -- | -- | --- | - | ----- | ------------------------------------------ |
| 2011  | 2    | 12   | 21  | 2 | 3 | 16 | 15 | 44 | -29 | 9 |       | Вибув у Другий дивізіон Чемпіонату острова |
| 2012  | 3    |      | 18  | - | - | -  | -  | -  | -   | - |       | Жоден                                      |
| 2013  | 3    |      | 18  | - | - | -  | -  | -  | -   | - |       | Вихід у Прем'єр лігу Чемпіонату острова    |
| 2014  | 2    | 8    | 18  | - | - | -  | -  | -  | -   | - |       | Жоден                                      |
| 2015  | 2    |      | 18  | - | - | -  | -  | -  | -   | - |       |                                            |